# Bergholmen
Ne doit pas être confondu avec Bergholmen (Masfjorden).
Bergholmen est une petite île de la commune de Frogn ,  dans le comté d'Akershus en Norvège.

## Description
L'île est située dans le détroit de Drøbak dans l'Oslofjord intérieur. Elle se trouve au sud-ouest de la pointe sud de Håøya.
Bergholmen faisait partie de la zone achetée par les Forces armées norvégiennes pour le développement de la forteresse d'Oscarsborg et devint le siège de la défense contre les mines du détroit de Drøbak.
Aujourd'hui, Bergholmen est ouvert au public. Le logement du commandant sur l'île est aménagé comme une cabine côtière et peut être loué via Kystled Oslofjorden.